# Cerâmica mourisca

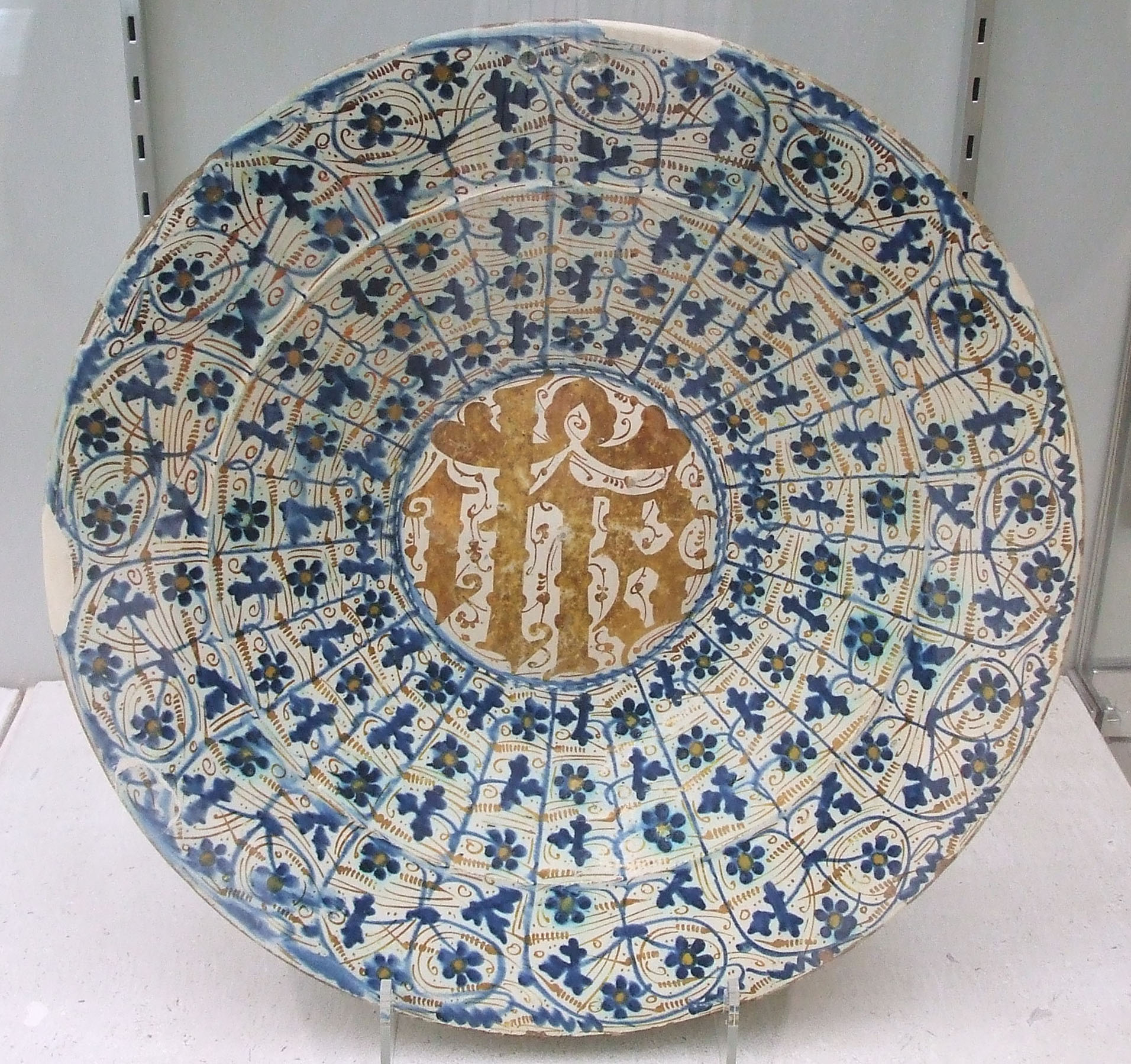
Prato mourisco, ca. 32 cm de diâmetro, com monograma cristão "IHS" decorado em azul cobalto e brilho de ouro. Valência, c. 1430-1500. Coleção Burrel

A cerâmica mourisca é um estilo de cerâmica islâmica criado no Alandalus, ou a Hispânia muçulmana, que continuou a ser produzido sob domínio cristão em estilos que misturam elementos islâmicos e europeus. Foi a mais elaborada e luxuosa cerâmica a ser produzida na Europa até a indústria majólica italiana desenvolver sofisticados estilos no século XV, e foi exportada para a maior parte do continente. O período mais bem sucedido desta indústria se deu nos século XIV-XV.
Por volta de 711, os mouros conquistaram a Hispânia. Sobre os séculos seguintes, eles introduziram duas técnicas cerâmicas na Europa: vidrado com um vidriado branco opaco, e louça dourada, que imita acabamentos metálicos com efeitos iridescentes. Cerâmicos mouriscos tinham ambos os processos, aplicando a pintura como um sobre-esmalte que é então queimado novamente. Louça dourada foi um especialidade da cerâmica islâmica, ao menos parcialmente porque o uso de vasos para beber e comer em ouro e prata, o ideal nas Antigas Roma e Pérsia bem como em sociedades cristãs medievais, é proibido pelos hádices, com o resultado de que a cerâmica e vidro foram usados para a mesa pelas elites muçulmanas, quando as elites medievais ainda normalmente usavam metais para pratos e taça.
Sua produção foi primeiro centrada em Málaga, no sul, e usou decoração típica islâmica. Pelo século XV a maior produção esteve em torno de Valência, que tinha há muito tempo sido retomada pelo Reino de Aragão. Cerâmicos de Manises e outras cidades valencianas foram destinados principalmente para o mercado cristão, e foram amplamente exportaram.

## Centros de produção

### Andaluzia

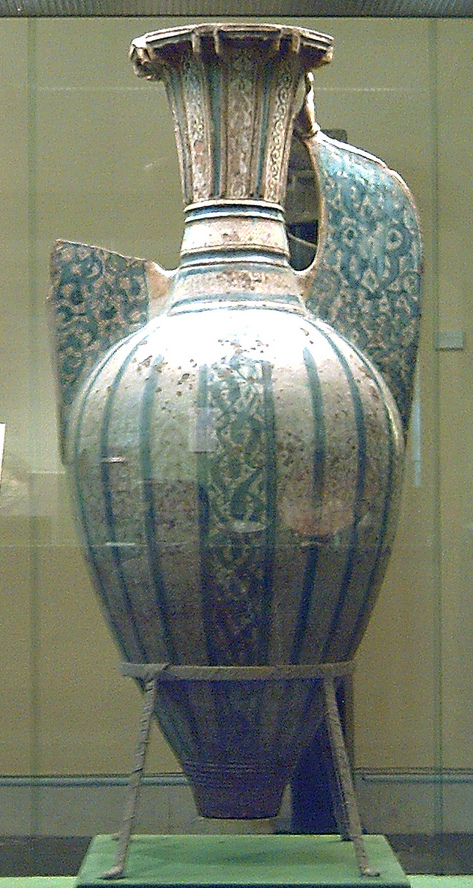
Um dos grandes vasos feitos em Alhambra, em Granada. Este possui 134 cm de altura

O primeiro grande centro da cerâmica fina no Alandalus foi Málaga, no sul da Espanha. Este é o principal centro cujas cerâmicas mais conhecidas foram produzidas em um reino muçulmano, por uma força de trabalho que presume-se ser composta principalmente por muçulmanos, ou mouriscos, sob governo cristão. Já era celebrada por suas cerâmicas douradas no século XIV, e permaneceu sob governo muçulmano até 1487, pouco antes da Conquista de Granada, o último reino mouro da Hispânia. Múrcia, Almeria e talvez Granada em si fossem também centros precoces de produção. Esta cerâmica ficou muito mais próximo de estilos vistos em outros países islâmicos, embora muito dela foi exportado para mercados cristãos, como pode ser visto pelos brasões em muitas peças.
Ao menos uma autoridade, Alan Caiger-Smith, exclui esta cerâmica do termo "mourisca", mas a maioria que usa o termo em tudo de qualquer modo usam-no para incluir Málaga e as cerâmicas andaluzas do período islâmico, bem como a cerâmica valenciana. Quando a cerâmica medieval espanhola foi estudada pela primeira vez no século XIX, havia consciência dos centros valencianos, mas muito pouco dos andaluzes, e tem havido uma constante reatribuição de tipos de cerâmica anteriormente atribuídos a Manises para Málaga e o sul, que ainda continuava na década de 1980, seguindo a descobertas arqueológicas em Málaga, e análises científicas das argilas utilizadas.
Embora outros tipos de cerâmica pintada, não usualmente chamados cerâmica mourisca, foram produzidos no Alandalus anteriormente, não há evidência firme da produção de louça dourada antes do começo ou meados do século XIII, onde pode ter sido iniciada por ceramistas egípcios escapando de distúrbios políticos. Já estava sendo exportada, como alguns dos primeiros indícios sendo encontrados em igrejas de Pisa, onde tigelas foram usadas como decoração de fachadas. Uma importação de Málaga através de Sandwich, na Inglaterra, para a rainha espanhola Leonor de Castela foi registrado em 1289, consistindo de "42 tigelas, 10 pratos e 4 potes de barro de cor externa (extranei coloris)." Cerâmica malagana também foi exportada para o mundo islâmico, e tem sido encontrada em Fostate (Cairo medieval) e em outros lugares.
Os exemplos cerâmicos melhor conhecidos e mais impressionantes são os Vasos de Alhambra, um número de vasos muito grandes feitos para ficar em nichos em Alhambra, em Granada, e talvez outros locais. São muito atípicos na cerâmica islâmica, uma vez que não desempenharam nenhuma função prática, sendo meramente decorativos, e são "de longe" as maiores peças de louça dourara conhecida. São baseados em formas tradicionais descendentes da antiga ânfora, mas com altura similar a de um humano (115 a 170 cm). Pensa-se que eles provém do intervalo de tempo que cobre o final dos século XIV-XV, e a decoração e forma precisa do corpo é diferente em cada exemplar sobrevivente. De acordo com Alan Caiger-Smith "alguns outros potes no mundo fazem uma impressão física tão forte". Todos estão agora em museus, cinco na Espanha e outros em São Petersburgo, Berlim, Washington, Estocolmo e Palermo; vários fragmentos grandes também sobreviveram. Telhas douradas também estão ainda no lugar em Alhambra. A "Tabuleta Fortuny", uma placa única medindo 90 x 44 cm, tem um projeto como um jardim, dentro de uma fronteira com uma inscrição louvando Iúçufe III (r. 1408–1417). Seu projeto se assemelha a de alguns carpetes espanhóis.
Após o trono de Iúçufe ser herdado em 1418 por seu filho de 18 anos, o Reino Nacérida entrou em declínio antes de sua conquista final, e a produção de cerâmica fina parece ter cessado abruptamente ca. 1450, embora o nome obra de Malequa ("trabalho de Málaga") continuou a ser usado em Valência para louça dourada tempos depois.

### Valência

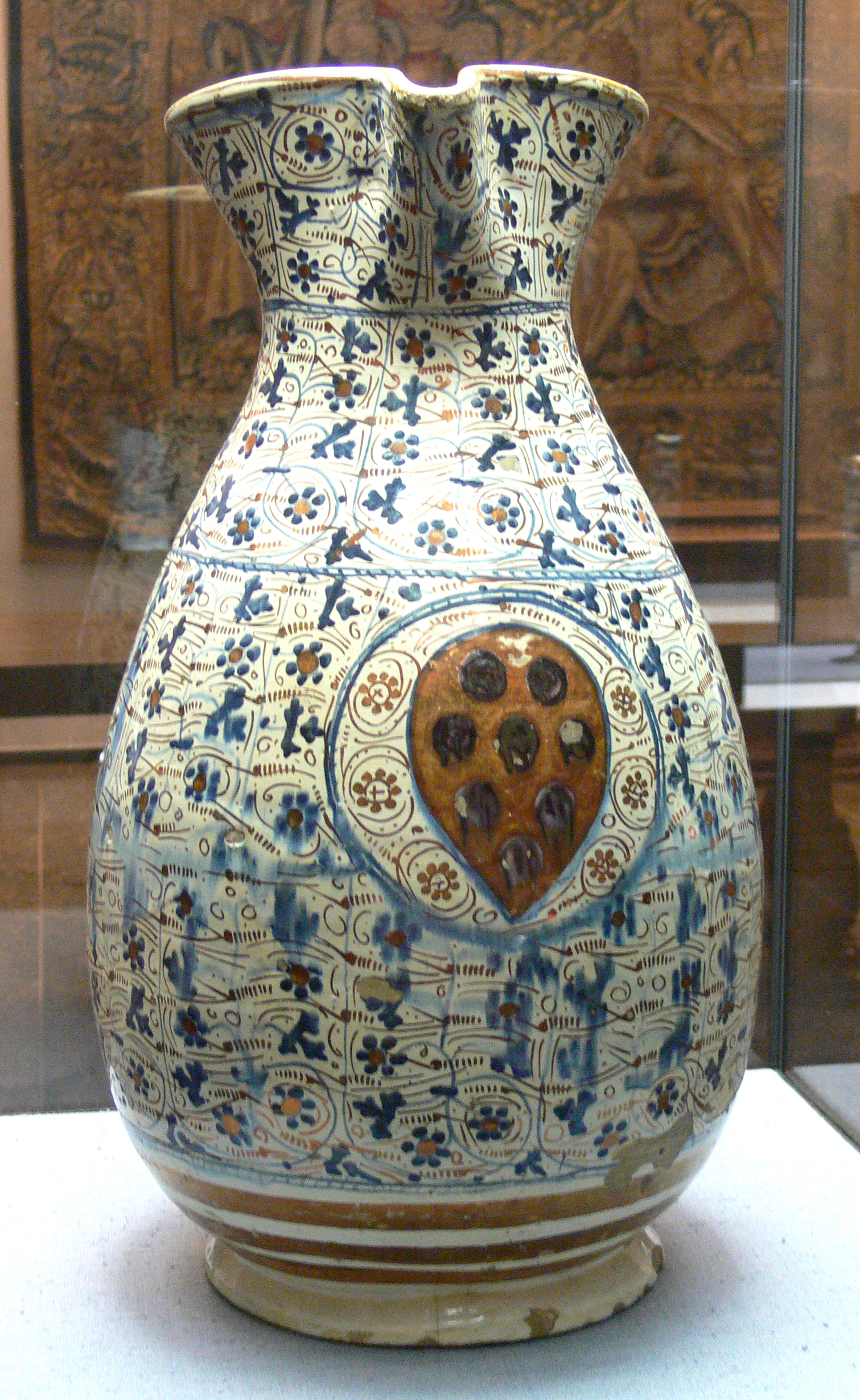
Jarro com o brasão da Casa de Médici.

Valência e seus subúrbios Manises e Paterna tornaram-se importantes centros após os ceramistas migraram para lá do sul; a cidade tinha retornado para o domínio cristão desde 1238, e a imigração de ceramistas habilidosos ocorreu desde, ao menos, meados do século XIV. Em 1362 um cardeal comissionou ladrilhos em obra de Malicha ("trabalho de Málaga", provavelmente significando louça dourada) para o Palácio dos Papas de Avinhão para dois mestres de Manises, ao menos um com nome árabe (embora "Juan" como seu nome próprio). Em 1484, o viajante germânico mencionou vasos "que são feitos por ceramistas mouros".
Parece que os senhores locais de Manises, a família de Buyl, encorajou a imigração, e podem term atuado como distribuidores e agentes para os produtos; certamente quanto Maria de Castela (r. 1416–1458) queria pedir um grande serviço em 1454, ela escreveu para o senhor Buyl para ele organizá-lo. Vários Buyl serviram como embaixadores, para Granada bem como cortes cristãs, dando a eles contato em muitos mercados. Eles parecem ter tomado 10% dos direitos em todas as vendas de cerâmica, e tiveram uma elevada renda por destas. A maior depósito de cerâmica de Manises encontrado pela arqueologia, junto de Manises em si, vinha de Sluis, nos Países Baixos, então parte dos territórios do rico Ducado de Borgonha. Manises também tinha barro e uma caverna próxima onde uma areia especial usada como matéria-prima para esmaltes foi extraída.

### Catalunha
Barcelona, na Catalunha, que esteve sob domínio muçulmano até 801, tornou-se um centro cerâmico muito mais tarde, provavelmente recebendo ceramistas imigrantes da área de Valência ou Andaluzia. Foi importante no início para mercadorias semelhantes a cerâmica decorada marrom e verde de Paterna e no século XVI para louça dourada em um "ouro-prateado quente", ou refletindo diferentes materiais disponíveis, ou uma mudança deliberada no estilo. Várias outras cidades começaram a produzir louça dourada no mesmo período.

## Estilo

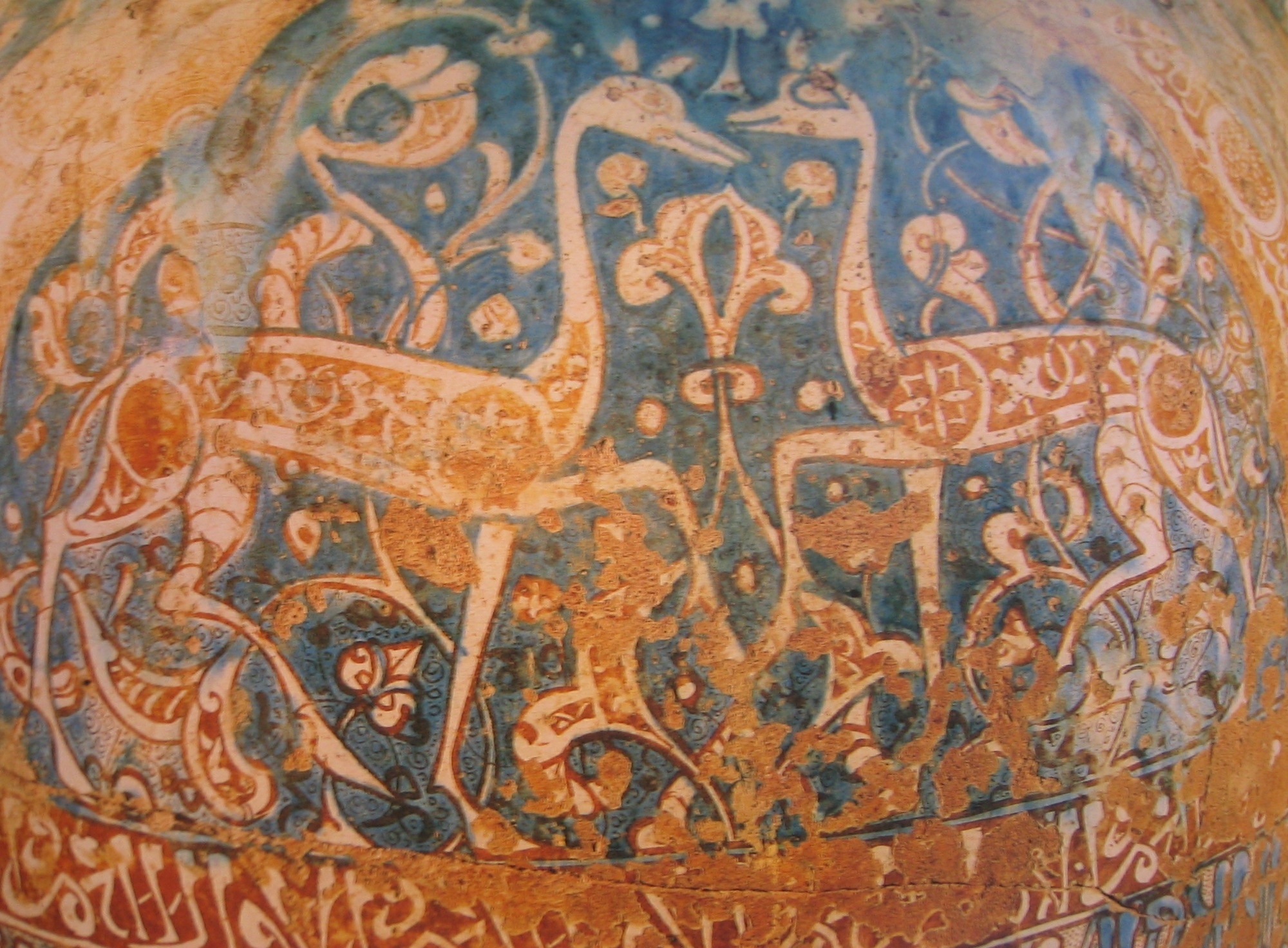
Detalhe de duas gazelas de um vaso de Alhambra, c. 1400

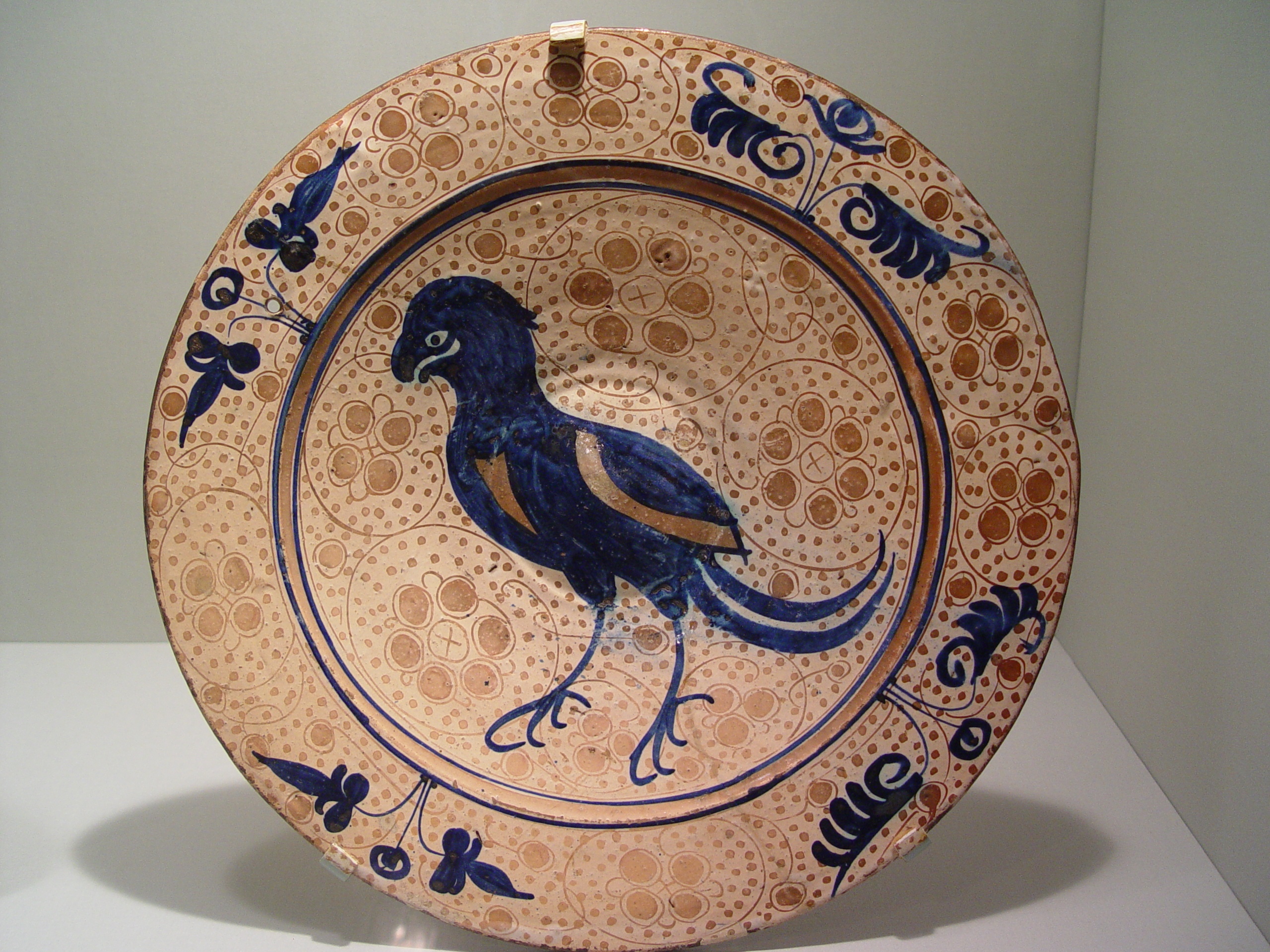
Prato de Manises com 35.56 cm de diâmetro, c. 1430-1450

Muito da cerâmica, em especial a de Valência, foi claramente feita para um mercado cristão, já que inclui brasões e outros elementos ocidentais na decoração, como o monograma cristão IHS e a decoração naturalista de folhas de videira do vaso mostrado acima, que é derivado da arte gótica, provavelmente através da decoração de fronteira de manuscritos iluminados. Nenhuma das peças até o momento encontradas está assinada (como muitas peças de outras regiões islâmicas são), e quase nenhuma é datada, assim heráldica, especialmente quando peças são assumidas como tendo sido comissionadas para celebrar um casamento, é uma importante evidência para datação. As peças "tiveram que ser espetaculares e elegantes, mas todas as categorias de vasos tinham um uso particular" e em grande ocasiões todos podiam ser usados, mesmo embora os pratos maiores passassem a maior parte do tempo em exibição apoiados verticalmente sobre aparadores, como é mostrado em algumas pinturas contemporâneas.
Projetos andaluzes usaram um repertório de motivos geométricos, muitos dos quais provavelmente tinham uma significado religioso dos quais os compradores cristãos permaneceram ignorantes. Estes estão geralmente contidos em compartimentos pintados. Pseudo-cúfico é usado, bem como inscrições no árabe adequado. As cores dominantes de ouro e azul talvez representem o sol e céu respectivamente; outras cores disponíveis, tais como o marrom, verde e amarelo, são muito menos usadas. De cerca de 1400 alguns elementos, incluindo descrições de animais, que foram usados pela primeira vez para exportar cerâmicas parecem ter-se tornado populares entre os compradores muçulmanos também; dois dos posteriores Vasos de Alhambra acima descritos tem pares de gazelas. Até então os reis nacéridas de Granada haviam dado a eles mesmo brasões na forma cristão, que são também vistos em cerâmica.
Muitos pratos valencianos grandes com desenhos complicados típicos centrados em um brasão são também decorados na parte inferior, com figuras animais audaciosamente pintadas ocupando o espaço todo, frequentemente também tomados da heráldica. Da cerâmica de Manises, Alan Caiger-Smith escreveu, "a produção sustentada de peças finas em Manises durante os anos 1380-1430 é sem paralelo noa história das cerâmicas. Muitos destes vasos mantiveram seu lugar entre as melhores cerâmicas do mundo para sempre; independentemente de mudanças e perspectivas." Formas mouriscas do século XV incluíam o arbarello (uma jarra alta), grandes pratos para servir com brasões, feitos para pessoas ricas de toda a Europa, jarros (alguns com altos pés, o citra e o grealet), pratos com lateral profunda (o lebrillo de alo) e a tigela orelhuda (cuenco de oreja). Cerâmica mourisca teve uma influência considerável na majólica italiana precoce, na verdade duas possíveis derivações do nome tem ligações com ela. Em direção ao final do século projetos começaram a incorporar elementos elevados na imitação de formas de cerâmica de prata europeia, tais como o godron. Telhas foram feitas em todos os centros, e a pequena tumba cerâmica de um estudante andaluz que morreu em 1409 é uma das muito poucas peças precisamente datáveis.

## Declínio e renascimento

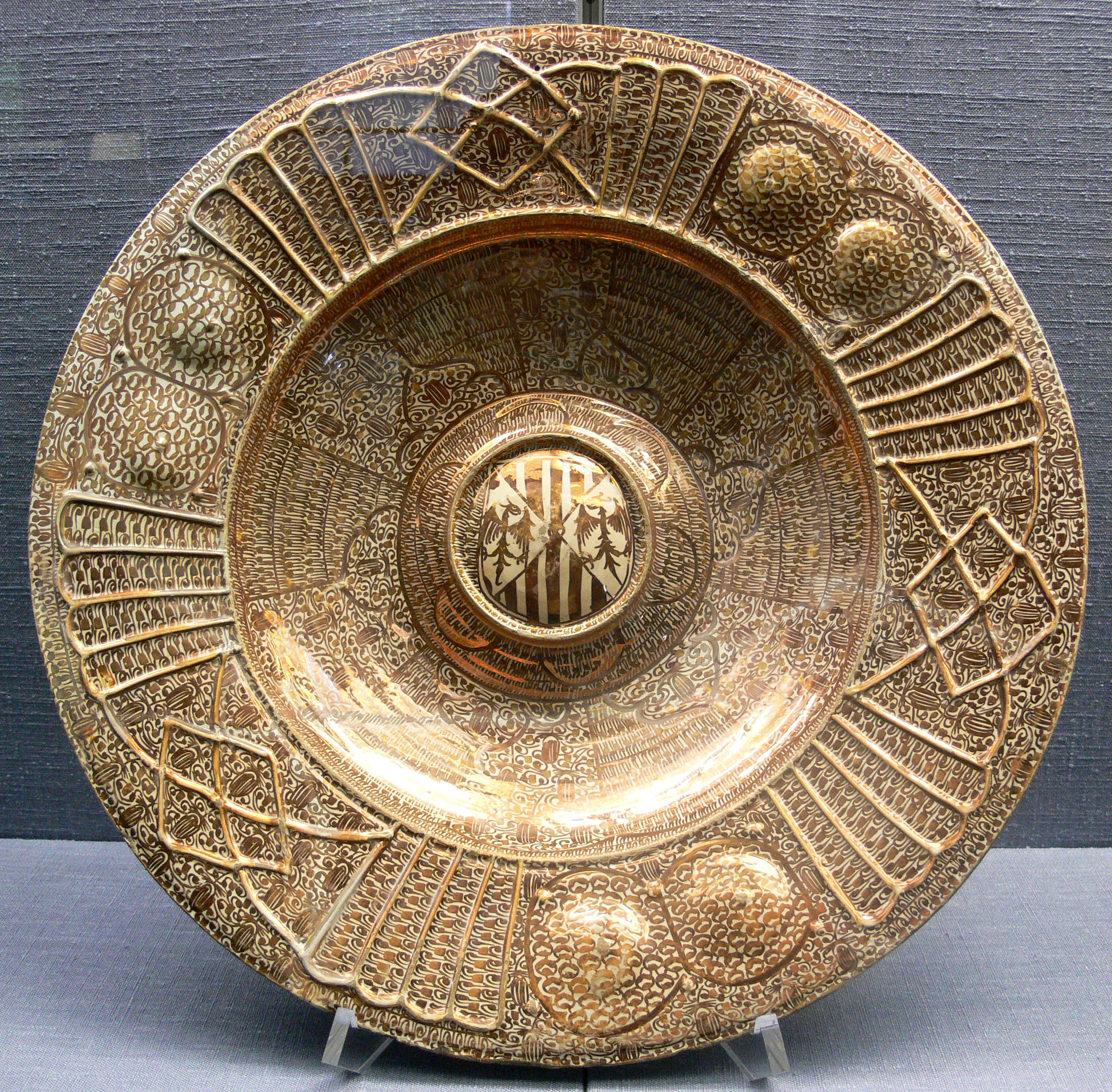
Prato valenciano do começo do século XVI com o brasão do Reino da Sicília.

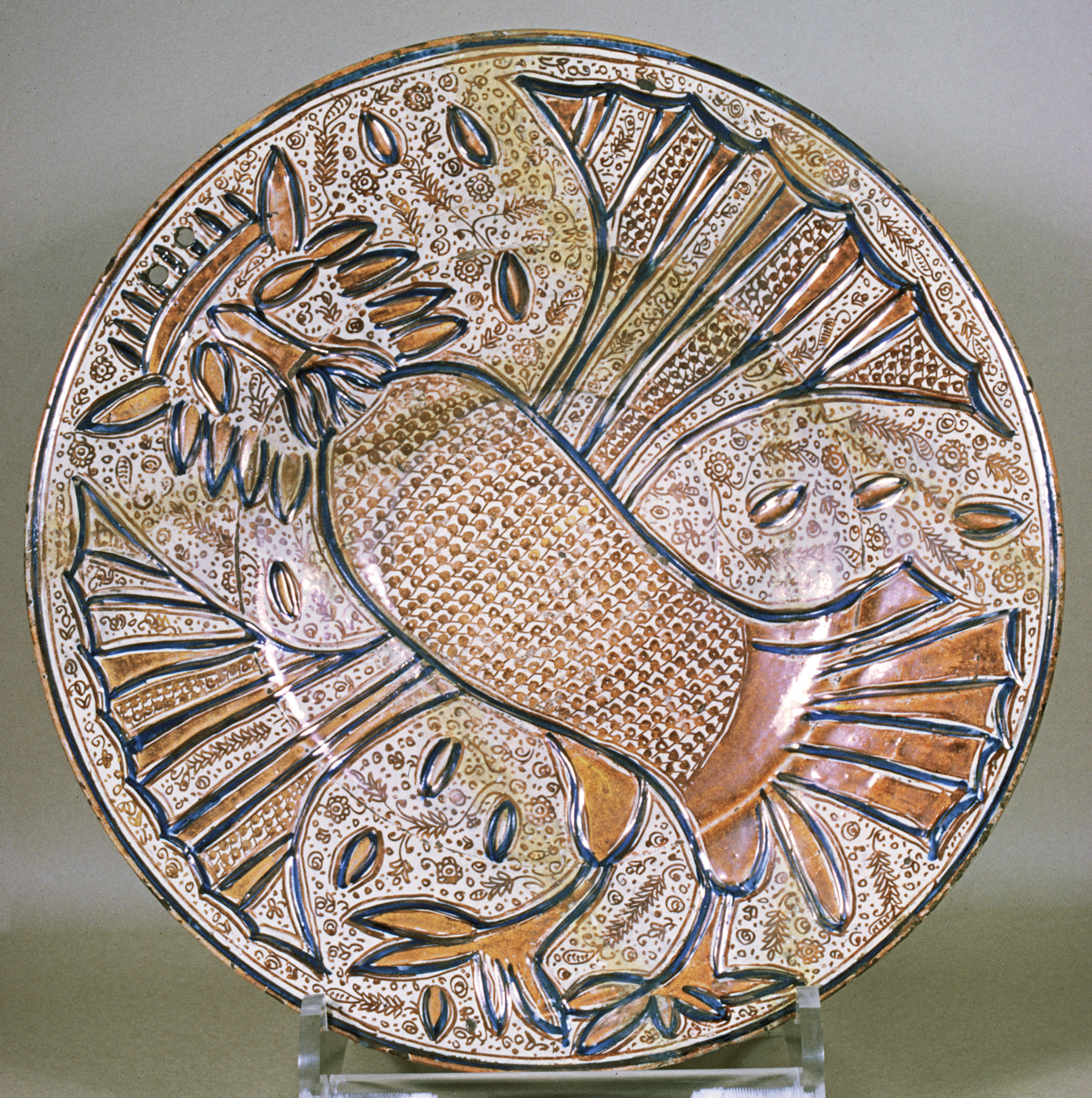
Pratos de Manises, ca. 1535. Uma coruja fantástica usando uma coroa, uma característica do projeto de Manises durante a segunda metade do século XVI

Alan Caiger-Smith descreve a indústria valenciana como vítima de seu próprio sucesso; como as cerâmicas inicialmente eram produzidas para o topo da sociedade, geralmente como comissões sob medida com heráldica personalizada, foram exigidas pela expansão menor da nobreza e burguesia, tanto o tamanho das peças como a qualidade decorativa delas declinou, com pinturas tornando-se repetições rotineiras de motivos simples. A indústria majólica italiana, em grande parte desenvolvida em imitação da espanhola, foi incrementada em direções onde Valência poderia ou não seguir. Que a pintura figurativa renascentista italiana não foi tentada na Espanha talvez não seja surpreendente, mas Valência apenas se juntou aos italianos nas formas simples de cerâmica metálica, enquanto os italianos foram mais ambiciosos.
A Reconquista capturou Valência pela terceira e última vez em 1238, e Málaga foi uma das últimas cidades a cair, após um cerco em 1487. Os mudéjar islâmicos e populações mouriscas convertidas remanescentes foram expulsos da Espanha em 1496 e 1609 respectivamente, a última Expulsão dos Mouriscos envolvendo um terço da população da província de Valência. Mas muitos dos artesãos eram cristão de todo modo, e o estilo mourisco sobreviveu na província de Valência, embora mostrando uma queda imediata de qualidade. Cerâmicas posteriores geralmente tinham um corpo amarelo-avermelhado grosseiro, decoração azul escura e brilho; por agora a posições delas como a mais prestigiosa cerâmica europeia tinha sido perdida para a italianas e de outros produtores.
Cerâmicas continuaram a ser produzidas em um declínio lento, agora contando com demanda relativamente local para telhas e outros itens decorativos, incluindo oferendas votivas. Diz-se que ainda havia 30 fornos trabalhando em Manises por volta de 1800, época em que foram feitos os primeiros esforços para reviver a glória da indústria. Os segredos das técnicas para fazer cerâmicas de alta-qualidade foram em grande parte perdidos, e após Carlos III de Espanha (r. 1759–1788) tomar um interesse pessoal um relatório foi comissionado em 1785 para registrar os métodos que estavam então sendo usados, para que não mais se perdessem. Pelos anos 1870 um mercado tinha sido desenvolvido para peças tão próximo do trabalho inicial como poderiam ser gerenciado, e um número de novas empresas foram criadas, algumas das quais existem hoje, embora pouco do trabalho original seja feito.

## Outros usos do termo
O termo "mourisco" é também usado para descrever têxteis de seda figurados com padrões geométricos tecidos em Alandalus, e às vezes para se referir ao Mudéjar ou outro em outras mídias, tais como carpetes, uma indústria que seguiu um padrão similar da cerâmica na Espanha. O Museu Metropolitano de Arte usa o termo para descrever um elmo de desfile dourado em sua coleção.